# Nathalie Beausire
Pour les articles homonymes, voir Beausire.
Nathalie Beausire, née le 10 septembre 1970, est une biathlète française.

## Palmarès

### Championnats du monde
| Édition / Épreuve             | Lieu      | Individuel     | Sprint         | Relais         | Par équipe                |
| ----------------------------- | --------- | -------------- | -------------- | -------------- | ------------------------- |
| Championnats du monde de 1989 | Feistritz | 32e            | —              | —              | —                         |
| Championnats du monde de 1993 | Borovetz  | —              | —              | —              | Médaille d'or, monde      |
| Championnats du monde de 1994 | Canmore   | JO Lillehammer | JO Lillehammer | JO Lillehammer | Médaille de bronze, monde |

Légende :
-  : épreuve inexistante à cette date
- — : N'a pas participé à cette épreuve

### Coupe du monde
Son meilleur résultat au classement général de la Coupe du monde est une 28e place en 1993-1994.
| Saison    | Classement général |
| --------- | ------------------ |
| 1987-1988 | 35e                |
| 1988-1989 | 40e                |
| 1990-1991 | 41e                |
| 1992-1993 | 77e                |
| 1993-1994 | 28e                |